# グリッチ (テレビドラマ)
グリッチ（英語: Glitch）はABCとNetflixによるSFテレビドラマシリーズである。

## 概要
オーストラリアのメルボルン近郊の小さな町を舞台とするSFミステリードラマシリーズである。様々な時代の数名の死者が蘇る。蘇生者には不完全な記憶しかなく、蘇生者の一人の元夫である警察官と蘇生者たちは蘇った理由を探し求める。蘇生者たちはある境界を超えようとすると再び死に肉体は朽ち果てる。何者かが蘇生者たちを再び殺し始める。
オーストラリア、ニュージーランド、アフリカを除く各国では"Netflixオリジナル"として配信されている。シーズン1はABCにより製作され、2015年7月から6エピソードからなるシーズン1がABC1で放送された。2016年10月15日、Netflixにより世界各国でシーズン1の配信が開始された。
シーズン2以降はABCとNetflixによる共同製作作品であり、2015年10月には製作が決定された。シーズン2は、オーストラリアではABC1で2017年9月14日から放送された。それ以外の国ではNetflixにより2017年11月28日から配信された。
最終シーズン3は2019年8月25日から放送され、Netflixでは同年9月25日に配信された。

## あらすじ

### シーズン1
ジェームズ・ハイエスが警察官として勤める小さなオーストラリアの町ヨラーナの墓地で、深夜に6人が蘇る。様々な時代に死んだ彼らは生前の記憶を持たず、元気な姿となっている。だがある境界を超えると蘇生者は再び死ぬ。6人は次第に前世の記憶を取り戻し始め、そのうちの一人はジェームズの亡き妻であるが、ジェームズは既に再婚して妻は妊娠中であり、再会は複雑なものとなる。ジェームズは医者のエリーシャと協力して彼らを助け、このニュースを世の中から隠す。蘇生者たちは自分たちの死の理由と、家族と、復活の理由を探し始める。

### シーズン2
蘇生者たちは過去を思い出し始めるが、生存できる領域は狭まる。エリーシャが製薬会社とともに蘇生の研究を行って来たこと、エリーシャ自身も蘇生者であることが分かる。事故から蘇生した男フィルが、娘ニアを生んだばかりのジェームズの妻サラと協力してエリーシャを含む蘇生者を殺し始める。製薬会社ノアガードのハイセンはエリーシャの研究を再現しようとする。サラは死に、ジェームズには娘が残される。

### シーズン3
新たに二人が蘇生する。蘇生者たちは新たな人生を送りたいと望む。世界中で天変地異が起き始める。一部の蘇生者は蘇生が天変地異を引き起こしたと信じ、世界を救うために蘇生者を殺そうとする。ウィリアム、ジェームズもその仲間であることがわかるが、フィルは改心してジェームズの同僚クリスとともに蘇生者を守る。製薬会社ノアガードは蘇生者たちをスウェーデンに連れて行き研究対象にしようとする。蘇生者たちは覚悟を決め、山火事の中で二度目の生に終わりをつげる。

## 登場人物
※括弧内は日本語吹替。

### メイン
- ジェームズ・ハイエス - パトリック・ブラモール（英語版）（東地宏樹）: オーストラリアの小さな町の警官。2年前に妻ケイトを亡くした後、妻の友人のサラと再婚している。
- エリーシャ・マッケラー - ジェネヴィーヴ・オライリー（英語版）（藤本喜久子）: 町の女医。(S1-S2)
- ケイト・ウィリス - エマ・ブース（宮島依里）: ジェームズの亡き妻で蘇生者の一人。
- サラ・ハイエス - エミリー・バークレイ（小林さやか） : ジェームズの現妻で妊娠中。ケイトの友人。(S1-S2)
- "パディ"・パトリック・フィッツジェラルド - ネッド・デネヒー（岩崎ひろし） : 町の偉人で蘇生者の一人。(S1-S2)
- チャーリー・トンプソン - ショーン・キーナン（半田裕典） : 蘇生者の一人。
- カースティ・ダロウ - ハンナ・モンソン（山口協佳） : 蘇生者の一人。
- ボー・クーパー - アーロン・L・マグラス（平野潤也） : パディを助けるアボリジナルの血を引く住民。
- ジョン・ドー - ロジャー・コーサー（山野井仁） : 蘇生者の一人。本名ウィリアム・ブラックバーン。
- クリス - ジョン・リアリー（酒元信行）:ジェームズの同僚。
- ヴィック・イーストリー - アンドリュー・マクファーレン（辻親八） : ジェームズの上司。(S1)
- マリア・マソーラ : 蘇生者の一人。(S1)
- オーウェン・ニルソン - ルーク・アーノルド（吉田健司） : 謎の男。(S2-S3)
- フィル・ホールデン - ロブ・コリンズ（竹田雅則） : ボーの母のボーイフレンド。(S2-S3)
- ニコラ・ハイセン : ノアガード製薬会社の創立者の一人で教授。(S2-S3)
- ベル・ドナヒュー - ジェシカ・フォークナー（井上ほの花） : 数年前に死んだ蘇生者の少女。 (S3)
- タム・チーウェイ - ハリー・ツェン（細貝光司） : 19世紀に死んだ蘇生者の中国人男性。(S3)
- マーク・クレイトン=ストーン（藤高智大） : ノアガードの依頼で蘇生者を追う男。(S3)

## エピソード

### シーズン1
| 通算話番 | 話番 | タイトル                                       | 初回放送日    | 視聴者数 |
| --- | ---- | ---------------------------------------------- | ------------- | -------- |
| 1 | 1    | "蘇りし者たち" "The Risen"                     | 2015年7月9日  | 511,000  |
| 深夜、オーストラリアの小さな町に勤めるジェームズ・ハイエス巡査は呼び出され、墓場で6人の汚れた裸の男女が、茫然自失でいるところを見つけて保護する。彼らの身元を調べ始めるが、誰もはっきりとした記憶は持たない。ジェームズは、蘇生者の一人が2年前に死んだ妻のケイトであることに驚愕する。ジェームズはイタリア語しか話せないカルロをその兄弟のもとに連れて行こうとするが、橋を越えようとしたところでカルロは目から血を流し、灰と化す。ジェームズは蘇生者を医者のエリーシャに託し、蘇生のニュースを秘密にしようとする。別の男パディが墓からよみがえる。 |      |                                                |               |          |
| 2 | 2    | "地獄にも似た場所" "Am I in Hell?"             | 2015年7月16日 | 442,000  |
| 蘇生者たちは自分たちが何者であり、なぜ蘇ったのかを突き止めようとする。ジェームズは上司のヴィックに問いただされて秘密を打ち明ける。エリーシャは蘇生者たちを隠れ家に連れていく。パディはボーに助けられる。 |      |                                                |               |          |
| 3 | 3    | "奇跡か罰か" "Miracle or Punishment"           | 2015年7月23日 | TBD      |
| ヴィックは交通事故を起こし、その後奇妙な行動をとる。エリーシャは蘇生者たちが生存できる境界を探り、彼らは町から出られないことが分かる。 |      |                                                |               |          |
| 4 | 4    | "理不尽な世の中" "There is no Justice"         | 2015年7月30日 | TBD      |
| ジェームズはケイトと一夜を過ごす。ヴィックはマリアから蘇生者たちの隠れ場所を聞き出そうとして殺す。ケイトはジェームズの妊娠した妻で旧友のサラに会う。 |      |                                                |               |          |
| 5 | 5    | "ありえない三角関係" "The Impossible Triangle" | 2015年8月6日  | 332,000  |
| ジェームズとサラとケイトは三角関係を解きほぐそうとする。パディはボーが自分の子孫であると知る。チャーリーは自分の過去に触れる。ヴィックはジョンとエリーシャを探し当て、エリーシャが蘇生の理由を知っているはずだと責める。ヴィックは蘇生者を捕えようとして脚を骨折する。 |      |                                                |               |          |
| 6 | 6    | "限りあってこその命" "There Must be Rules"     | 2015年8月13日 | 383,000  |
| ヴィックの車からマリアの死体が見つかる。パディは家族に自分が殺されたことを思い出す。ジェームズはエリーシャにヴィックの足を手術させる。ヴィックの傷は異常な速さで治癒し、ジェームズはエリーシャに製薬会社との関係を問いただす。ヴィックは蘇生者たちは死ぬのが自然だとジョンを説得し、蘇生者たちを殺そうとするが、ジェームズに殺される。エリーシャは、真のヴィックは交通事故で死んでいると言う。ジェームズが見守る中、サラは出産するが容体が悪化して一時的に死んだのち生き返る。エリーシャが数年前に死亡していたことが分かる。                       |      |                                                |               |          |

### シーズン2
| 通算話番 | 話番 | タイトル                           | 初回放送日     | 視聴者数 |
| --- | ---- | ---------------------------------- | -------------- | -------- |
| 7 | 1    | "変わり者" "Two Truths"            | 2017年9月14日  | TBD      |
| サラは娘を生む。ボーの母のボーイフレンドのフィルは事故で死ぬが蘇生する。ジェームズは生前のエリーシャが再生医療を研究していたことを知る。蘇生者たちの生存領域は狭まる。製薬会社ノアガードの幹部のニコラ・ハイセンはジョンが犯罪者のウィリアム・ブラックバーンであったことを教え、エリーシャが隠していた研究内容を調べるための協力を求める。ケイトは謎の男オーウェンと親しくなる。エリーシャがジェームズの家に現れて協力を求める。 |      |                                    |                |          |
| 8 | 2    | "二つの真実" "Ashes to Ashes"      | 2017年9月21日  | TBD      |
| エリーシャは数年前に自分が蘇生したプロセスを、ノアガードで研究したことを告白し、ウィリアムがノアガードで危険にさらされていると警告する。エリーシャは拘束され、ジェームズとケイトはノアガードを探る。ウィリアムはハイセンに再生能力の実験台にされて逃げ出す。フィルはヴィックの死体を見つけて携帯を盗み、唇を合わせて記憶を盗むと死体は塵と化す。 |      |                                    |                |          |
| 9 | 3    | "生き続けるために" "All Too Human" | 2017年9月28日  | TBD      |
| フィルはヴィックの携帯でサラを呼び出し、唇を合わせて記憶を盗む。ウィリアムはエリーシャを逃がし、二人は愛を交わす。ジェームズはクリスを蘇生者に会わせる。エリーシャは蘇生者の生存領域を広げるためにハイセンと取引を図るが、フィルに殺される。パディは自分を殺したフィッツジェラルド家の子孫から財産を取り戻しボーの家に渡そうとする。 |      |                                    |                |          |
| 10 | 4    | "養育者" "A Duty of Care"          | 2017年10月5日  | TBD      |
| サラはフィルの傷の手当てをし協力する。チャーリーはカースティの友人のヴィッキーに接近し、カースティが殺された状況を探り、殺された記憶を取り戻す。サラはチャーリーを殺そうとするが、突然に出血して思いとどまる。ジェームズとウィリアムはエリーシャを殺した犯人を捜し、オーウェンが保釈中の殺人犯であることを知るが、ケイトはオーウェンを信頼する。ウィリアムはエリーシャの研究結果をハイセンに渡し、エリーシャを蘇らせるよう頼む。 |      |                                    |                |          |
| 11 | 5    | "傷ついても" "The Walking Wounded" | 2017年10月12日 | TBD      |
| ジェームズはフィルの血の付いた服を家で見つけるが、サラは言い逃れる。カースティはクリスの半身不随の兄ピートを自分を暴行し殺した犯人として非難する。パディは財産を守ろうとする子孫に襲われる。ハイセンは蘇生者の記憶を回復する方法を研究する。ウィリアムは自分が二度死んだことを思い出す。ジェームズはエリーシャ殺しの犯人としてフィルを探す。フィルの求めでサラはケイトを殺そうとするが果たせない。フィルはカースティを殺そうとしてジェームズに逮捕される。チャーリーは病気を苦にして自殺したことを思い出す。サラがパディを射殺する。     |      |                                    |                |          |
| 12 | 6    | "愛という橋" "The Letter"          | 2017年10月19日 | TBD      |
| ジェームズはサラもまた蘇生者であり、フィルに協力してパディを殺したことを知る。フィルとサラは残りの蘇生者たちを殺そうとする。蘇生者たちは、ハイセンとウィリアムがエリーシャの実験を再現しようとする墓地に向かい、それをフィルとサラが追う。サラはケイトを殺そうとして思いとどまり、フィルを撃つが、反撃されて死ぬ。クリスは、兄ピートのためにカースティ殺しの罪を別の男に着せたことを告白する。ハイセンに運び出されたフィルは生存している。再実験により生存領域は広がる。パディの遺産の一部がボーに分与される。カースティは妊娠に気づく。 |      |                                    |                |          |

### シーズン3
| 通算 話数 | シリーズ 話数 | タイトル                                            | 監督         | 脚本          | 放送日        | Australian視聴者数 |
| --- | ------------- | --------------------------------------------------- | ------------ | ------------- | ------------- | ------------------ |
| 13 | 1             | "母を呼ぶ声" "Mum"                                  | Emma Freeman | Louise Fox    | 2019年8月25日 | TBD                |
| ジョン(ウィリアム)が墓地でエリーシャを蘇生させようとすると、ベルとチーの二人が新たに復活する。ベルは狂信的な家族に悪霊扱いされて幽閉され、19世紀の中国人であるチーに救い出される。クリスが2人を保護する。ケイトとオーウェン、カースティとチャーリーはそれぞれヨラーナから出ようとする。サラを失ったジェームズは娘のニアをタスマニアの両親のもとに連れて行く。死んだ娘たちを蘇らせたいハイセンはフィルの肉体で再生実験を行うが、フィルに殺される。 |               |                                                     |              |               |               |                    |
| 14 | 2             | "第5の力" "Quintessence"                            | Emma Freeman | Pete McTighe  | 2019年9月1日  | TBD                |
| ウィリアムは幻視で見たメルボルンの観覧車に行き、同じく幻視で見た科学者のミリーと会い、世界中で起きている異常な現象について知る。マークという男がウィリアムを探して追い付く。ウィリアムはヨラーナに戻る途中でジェームズに拾われる。カースティとチャーリーもメルボルンに来る。オーウェンは末期がんの姉妹のためにケイトの再生能力を狙っていたことがわかる。ケイトは自分の血を輸血するが、オーウェンの仲間はケイトを売り物にしようとしてオーウェンを撃ち、ケイトは逃げてヨラーナへ向かう。 |               |                                                     |              |               |               |                    |
| 15 | 3             | "初体験" "First Times"                              | Emma Freeman | Giula Sandler | 2019年9月8日  | TBD                |
| カースティとチャーリーは現代のメルボルンを楽しむ。カースティは妊娠をチャーリーに告げ、中絶を望む。チャーリーは隣室の男に魅かれる。ウィリアムを追っていたマークは他の蘇生者を追う。クリスはカースティとチャーリーを心配し、ベルとチーを家に残してメルボルンに来る。だがクリスを尾行したマークがチャーリーとカースティを誘拐する。フィルはボーとその母に会い、改心し家族を守りたいと言う。フィルは町に戻ったケイトに会い、改心し蘇生者を守りたいと告げる。 |               |                                                     |              |               |               |                    |
| 16 | 4             | "絶対安全な場所" "Perfectly Safe"                   | Emma Freeman | Kris Mrksa    | 2019年9月15日 | TBD                |
| チーは自分の祖先だと信じる少年に会い、自分の魂を解放してくれるよう願うが果たされない。マークは拘束したカースティとチャーリーをノアガードの重役のサムのところに連れて行く。二人はスウェーデンで研究対象となる提案に合意する。ボーはフィルが改心したことをジェームズに語る。ケイトはフィルを信じるようになり、クリスと共に3人でカースティとチャーリーをノアガードから救出し、タムとチーに引き会わせる。ジェームズとウィリアムは異常現象を目撃し、蘇生者たちに合流する。 |               |                                                     |              |               |               |                    |
| 17 | 5             | "敵は身内にあり" "The Enemy"                        | Emma Freeman | Pete McTighe  | 2019年9月22日 | TBD                |
| フィルは蘇生者を守りたいと言い、自分のような者が死から蘇って追手になるという。だがジェームズはサラを殺したフィルを信じずに追い払う。クリスはベルに彼女自身の死亡報告書を見せ、母親の嘘を示す。クリスの兄ピートが車いすから落下して死ぬが、すぐに蘇生し下半身麻痺も治癒している。ピートはカースティを殺したとクリスに告白し、再び殺さなければならないと言う。これを聞いたクリスはピートを川に突き落として殺す。カースティは密かにサムに会い、蘇生者たちにスウェーデン行きを誘う。砂嵐がヨラーナを襲う。ジェームズとウィリアムは蘇生者たちに睡眠薬を盛ろうとし、ケイトに気づかれる。フィルはジェームズも蘇生者であることを知るが、ケイトの目の前でジェームズとウィリアムに殺される。                               |               |                                                     |              |               |               |                    |
| 18 | 6             | "始まりは終わりの中に" "What Is Dead May Never Die" | Emma Freeman | Louise Fox    | 2019年9月29日 | TBD                |
| ケイトは追ってきたウィリアムを撃ち、カースティとチャーリーと共にクリスの家に逃げる。クリスはヴィク殺害容疑でジェームズを逮捕する。ジェームズはケイトに、蘇生に引き起こされた天変地異は、蘇生者の死によってのみ止められると話す。カースティはノアガードに行くが逃げ出す。ベルは山火事を妹に知らせるためチーと出かける。チーはパディに殺されたことを思い出す。ノアガードの従業員がケイト、チャーリー、クリス、カースティ、チャーリーのボーイフレンドのラフを捕えるが、ジェームズとウィリアムが奪い墓地に連れて行く。マークはベルとチーを捕えるが、ジェームズとウィリアムに引き渡す。すべての蘇生者たちが墓地に集まるところに山火事が迫る。クリスの目の前で蘇生者たちは消える。20年後、クリスとニアが墓地を訪れる。 |               |                                                     |              |               |               |                    |

## 参照
1. ↑  Knox, David (2017年8月14日). “'Returning: Glitch'”. TV Tonight. 2017年8月14日閲覧。
2. ↑  TV page, Glitch (2017年8月14日). “'Aussie audience, your wait is over!...'”. Facebook. 2017年8月14日閲覧。
3. ↑  Tartaglione, Nancy (2017年8月16日). “‘Glitch’ Season 2 Gets Netflix Premiere Date & Trailer For Paranormal Saga”.   Deadline. 2017年8月17日閲覧。
4. ↑  “Coming to and leaving iview in August 2019”. ABC iview. 2019年7月25日閲覧。
5. ↑  “Sean Keenan: From Teen Surfer to Murderous Bushranger”. MonsterChildren (2018年6月28日). 2018年7月10日閲覧。
6. ↑  Glitch episodes at ABC iview official website
7. ↑  Knox, David (2015年7月10日). “Thursday 9 July 2015”.   TV Tonight. 2015年8月18日閲覧。
8. ↑  Knox, David (2015年7月17日). “Ashes delivers a whopping 14.2% share to GEM”.   TV Tonight. 2015年8月18日閲覧。
9. ↑  Knox, David (2015年8月7日). “Humiliating Ashes draws bumper crowd to GEM”.   TV Tonight. 2015年8月18日閲覧。
10. ↑  Knox, David (2015年8月14日). “Thursday sport wins for Nine”.   TV Tonight. 2015年8月18日閲覧。
11. ↑  “The Risen return for the final season of Glitch”. ABC Media Room. 2019年8月26日閲覧。
12. ↑  “Glitch – Listings”. Next Episode. 2019年8月10日閲覧。